# Гелена Штекова
Гелена Штекова (*18 вересня 1948) — чехословацький політик Комуністичної партії Словаччини русинського (українського) походження та член Народної палати Федеральних зборів за часів нормалізації.

## Життєпис
Станом на 1976 рік професійно ідентифікує себе як робітниця.
На виборах 1976 року вона була депутаткою Народних зборів (виборчий округ № 185 — Гуменне Східно-Словацької області). Вона залишалася у Федеральних зборах до кінця свого терміну, тобто до виборів 1981 року.

### Зовнішні посилання
- (чеськ.) Гелена Штекова в парламенті